# ۹۹۰ (خورشیدی)
۹۹۰ نهصد و نودمین سال هجری خورشیدی است.